# Алексеев, Василий Владимирович (медальер)
Василий Владимирович Алексеев (1823—1901) — скульптор и медальер, академик Императорской Академии художеств.

## Биография
Учился на медальерном отделении Горной технической школы при Петербургском технологическом институте (1839). Вольноприходящий ученик Императорской Академии художеств, занимался у П. П. Уткина. Получал медали Академии: малая серебряная (1849) за барельеф из воска «Аполлон», большая серебряная (1850) за резьбу на стали. Получил звание художника (1851). Назначен исправляющм должность старшего медальера Академии художеств (1855). Получил от Академии художеств звание художника с правом на чин XIV класса (1857).
Медальер Санкт-Петербургского монетного двора (1845—1895), старший медальер (с 1869). Командировался за границу для изучения методов резьбы штемпелей для изготовления медалей посредством гравировальной машины (1864).
Адъюнкт-профессор Императорской Академии художеств по медальерному искусству (1871).
Получил звание «назначенного в академики» (1859).
Присвоено звание академика (1877).
Жил в Петербурге. Уволен от службы при Академии по выслуге лет (1895).
Исполнил медали: «На столетие Московского университета в 1855 году», «В память освящения Исаакиевского собора в Санкт-Петербурге» (1858), «В память покорения Кавказа» (1864), «В память 100-летия Академии художеств» (1864); к пятидесятилетию деятельности художников — Ф. А. Бруни (1868), К. А. Тона (1869), А. П. Брюллова (1871), Ф. И. Иордана (1874) и И. К. Айвазовского (1887).

## Примечание
1. 1 2 3  Список русских художников к юбилейному справочнику Императорской Академии художеств, 1915, с. 241.
2. 1 2 3 4  Российская Академия художеств: Алексеев Василий Владимирович.
3. ↑  Алексеев, Василий Владимирович // Русский биографический словарь : в 25 томах. — СПб.—М., 1896—1918.
4. ↑  C модели А. Лялина.
5. ↑  C модели И. И. Реймерса.